# No creo
No creo è un singolo della cantautrice pop colombiana Shakira, pubblicato nel 2000 come quarto estratto dal quarto album in studio ¿Dónde están los ladrones?.

## Descrizione
Scritto e prodotto da Shakira e Luis Fernando Ochoa, in questa canzone Shakira afferma di non credere in nessun'altra cosa se non nel vero amore. L'amante viene poi colmato di vezzeggiativi verso la fine: Tu terrón de sal, un rayo de sol que a donde digas que tu quieres que yo vaya voy, que eres mi desliz, mi país feliz, mi primavera, mi escalera al cielo ("La tua zolla di sale, un raggio di sole che dovunque tu dica che voglia che io vada vado, che sei il mio slittamento, il mio paese felice, la mia primavera, la mia scala al cielo"). Vengono inoltre menzionati Karl Marx, Jean-Paul Sartre e Brian Weiss.
Ne è stata registrata una versione dal vivo inserita nel disco MTV Unplugged, e pubblicata il 4 gennaio 2000.

## Video musicale
Il videoclip inizia in una stanza, dove Shakira salta da una finestra in un giardino dove sono presenti persone eccentriche. Poi si trova sul pavimento di un'altra stanza, attraversa stanze buie, strade con folle di manifestanti, nuota in una vasca da bagno per poi ritrovarsi ancora in un'altra stanza.
Si diceva che questa canzone sarebbe stata il primo singolo di Shakira dell'album ¿Dónde están los ladrones?  al posto di Ciega, sordomuda, dal momento che, alla fine di quest'ultimo video, sono presenti scene di No creo che poi è stato pubblicato successivamente.
Il 22 giugno 2020 Shakira pubblica il video nel suo canale ufficiale di YouTube.

## Tracce
1. No creo – 3:53

## Classifiche
| Classifica (2000)           | Posizione massima |
| --------------------------- | ----------------- |
| Guatemala                   | 2                 |
| Honduras                    | 9                 |
| Stati Uniti Hot Latin Songs | 9                 |
| Uruguay                     | 1                 |